# Pac-Man World 2
 Denne artikel bør gennemlæses af en person med fagkendskab for at sikre den faglige korrekthed.

Pac-Man World 2 (パックマンワールド2) er et computerspil der er udviklet og udgivet af Namco til Xbox, GameCube, PlayStation 2, Game Boy Advance og computer, med første udgivelse i 2002. Ligesom det originale Pac-Man World, tager spilleren kontrol over Pac-Man i en 3-D platformspilverden.

## Historie
Spillet handler om en lille gruppe spøgelser ved navn Inkey, Blinky, Pinky og Clyde. Pinky var blevet forelsket i Pac-Man men efter et møde med hans, nye, hund blev hun forskrækket og løb væk, Inkey og Clyde har bestemt sig for at udforske Pac-Village over det hele, mens Blinky er lidt skræmt af stedet og bliver bange da han ser skyggen af et træ, formet som Pac-Man i hans tidligere skikkelse, en rund Ost. De støder alle fire sammen ved det store træ i midten af byen og diskuterer om de skal noget eller ej.
De beslutter at de vil stjæle De Gyldne Frugter fra træet, Pinky junglerer med tre af frugterne mens Inkey Blinky og Clyde spiller Smørklat med Inkey i midten. Men så sker det, en ring af lys former sig over træet og forsvinder i nattehimlen, Pinky vender sig om og i det samme hun ser træet ryste taber hun De Tre Gyldne Frugter hun henter Clyde men han vil ikke høre på hende, han spiller jo Smørklat. Pinky tager Clyde og tvinger ham til at se på træet, han bliver lamslået, og det samme gør Blinky og Inkey. Så skete det, en stor person med en stav kommer ud fra træets rødder, han hedder Spooky og han fortæller dem at han var fanget i et fængsel og han blev befriet da de tog De Gyldne Frugter fra træet, og han får vendt dem til onde.
Det er nu op til Pac-Man at standse Spooky med alt denne vejledning han får fra Professor Pac, om at han skal samle Pac-Dots, Power-Pellets, Tokens, Almindelige Frugter og vigtigst af alt besejre alle de lilla-, blå-, røde-, orange-, grønne- og Dr. Stranges-spøgelser, Dr. Stranges-spøgelserne er dem med hornene, og også lige alle skelletter, edderkopper osv. men frem for alt besejre Blinky, Inky, Pinky, Clyde og Spooky.
Når man besejre Spooky kommer der en film om at han bliver suget tilbage i træet og fortæller hvor meget han foragter og hader Pac-Man, efter det bliver det dag og alle byens borgere inklusive Borgmester Pac kommer ud for at lykønske Pac-Man, så ser man spøgelserne der er rasende over tabet på Spooky og vil befri ham igen, og så løber hans hund ind og spiser sin mad så spøgelserne bliver blå og han kan æde dem, der hører man Blinky sige: Let's get out of here!, og bagefter ser man hunden komme til Pac-Man med et stykke spøgelse og en blå næse.
| computerspil | Spire Denne computerspilsrelaterede artikel er en spire som bør udbygges. Du er velkommen til at hjælpe Wikipedia ved at udvide den. |